# Atlascopcosaurus
Атласкопкозавр (лат. Atlascopcosaurus) — рід птахотазових динозаврів з родини Hypsilophodontidae, що відноситься до цераподів, які жили в крейдяному періоді (близько 125-99 млн років тому), на території нинішньої Австралії. Скам'янілості динозавра було знайдено в штаті Вікторія. Уперше описаний палеонтологами Rich в 1989 р. Представлений одним видом — Atlascopcosaurus loadsi. Назву «Атласкопкозавр» дано по назві компанії «Atlas Copco», що надала бурильне устаткування для розкопок у Динозавровій печері в австралійському штаті Вікторія.